# Quedius invreae
Quedius invreae es una especie de escarabajo del género Quedius, familia Staphylinidae. Fue descrita científicamente por Gridelli en 1924.
Habita en Suecia, Reino Unido, Alemania, Francia, Noruega, Italia, Luxemburgo, Austria y Bélgica.